# Nina Bari
Nina Karlovna Bari (em russo:  Нина Карловна Бари; Moscou, 19 de novembro de 1901 — Moscou, 15 de julho de 1961) foi uma matemática soviética.
Conhecida por seu trabalho sobre séries trigonométricas. Morreu atropelada por um trem do metrô de Moscou. Estudou na Universidade Estatal de Moscou.